# Myke menn
Les Myke menn (en français Hommes doux) est un mouvement informel de la Norvège des années 1970 et qui répond à la volonté d'émancipation des femmes norvégiennes. Cette notion d'Hommes doux a surgi au début des années 1970.
Il s'agit d'un mouvement unique en Europe et qui n'a pas d'équivalent ailleurs.
Il faut remonter à l'époque romantique pour comprendre l'émergence de ce mouvement. Le XIXe siècle a été marqué en Norvège par un retour aux sources, un intérêt pour l'Histoire de la Norvège, la mythologie nordique qui ont donné lieu à la naissance du mythe Viking.
Le Viking est l'image de l'homme viril. Le dieu de la mythologie le plus vénéré était Thor.
Les Myke menn se sont élevés contre le mythe viking de la virilité qui s'accordait mal à leur volonté de s'occuper de leurs enfants.
En effet, tandis que les femmes exigeaient de pouvoir travailler à paie égale avec l'homme, des hommes demandaient à pouvoir prendre part à l'éducation de leurs enfants, sans pour autant qu'ils sentent leur masculinité remise en cause.
Pour autant, tout ceci ne s'est pas fait sans difficulté ni résistance : le passage de l'intention à l'action n'est pas toujours réel ou il se fait difficilement. Cette période, plus particulièrement le début des années 1970, ne fut facile ni pour les femmes ni pour les hommes. En effet, une nouvelle définition de la féminité appelait une nouvelle définition de la masculinité. En 1975, Erik Rudeng publie Un livre sur les hommes (En bok om menn) ; il est le premier à écrire sur la nouvelle situation de l'homme.
Cette interrogation quant à la nouvelle place des hommes s'est poursuivie tout au long des années 1980. Une enquête, menée en 1988 auprès d'hommes sur l'image qu'ils ont d'eux-mêmes montre leur attachement à l'égalité entre les sexes.